# ITF Women's World Tennis Tour
ITF Women's World Tennis Tour (indtil 2019 ITF Women's Circuit) er en serie af professionelle tennisturneringer, arrangeret af International Tennis Federation (ITF) for kvindelige tennisspillere. 
Serien er en del af ITF World Tennis Tour, og fungerer som en udviklingstour for den højeste rangerede WTA Tour. 